# Beřovice
Beřovice (Duits: Berschowitz) is een Tsjechische gemeente in de regio Midden-Bohemen en maakt deel uit van het district Kladno. Het dorp ligt op 5 km afstand van Slaný.
Beřovice telt 385 inwoners.

## Geografie
De gemeente Beřovice bestaat uit de volgende plaatsen:
- Beřovice;
- Bakov.

## Geschiedenis
De eerste schriftelijke vermelding van het dorp dateert van 1348. Vanaf het einde van de 19e eeuw werd in Beřovice chinaklei gewonnen.
Sinds 1960 is Beřovice een zelfstandige gemeente binnen het Kladnodistrict.

## Verkeer en vervoer

### Autowegen
Beřovice is bereikbaar via regionale wegen. Op 2,5 km van het dorp liggen weg I/16 die Beřovice met Slaný en Mělník verbindt en weg II/118 die Beřovice met Slaný en Zlonice verbindt.

### Spoorlijnen
Er is station in het dorp. Het dichtstbijzijnde station is Zlonice op 2,5 km afstand. Dat station ligt aan spoorlijn 110 Kralupy nad Vltavou - Louny.

### Buslijnen
In het dorp halteren buslijnen naar Slaný, Zlonice en Vraný (10 keer per dag) en Slaný - Hospozínek (4 keer per dag). Deze worden gereden door vervoerder ČSAD Slaný.

## Bezienswaardigheden
- Onze-Lieve-Vrouwe-van-Lourdeskapel op het dorpsplein;
- Niskapel, ten zuidwesten van het dorp, aan de weg naar Dolín;
- Standbeeld van en gedenkplaat voor kolonel Pravomil Raichl aan de noordzijde van het dorpsplein;
- Natuurreservaat Mokřiny u Beřovic, een belangrijk vogelbroedgebied.

## Galerij

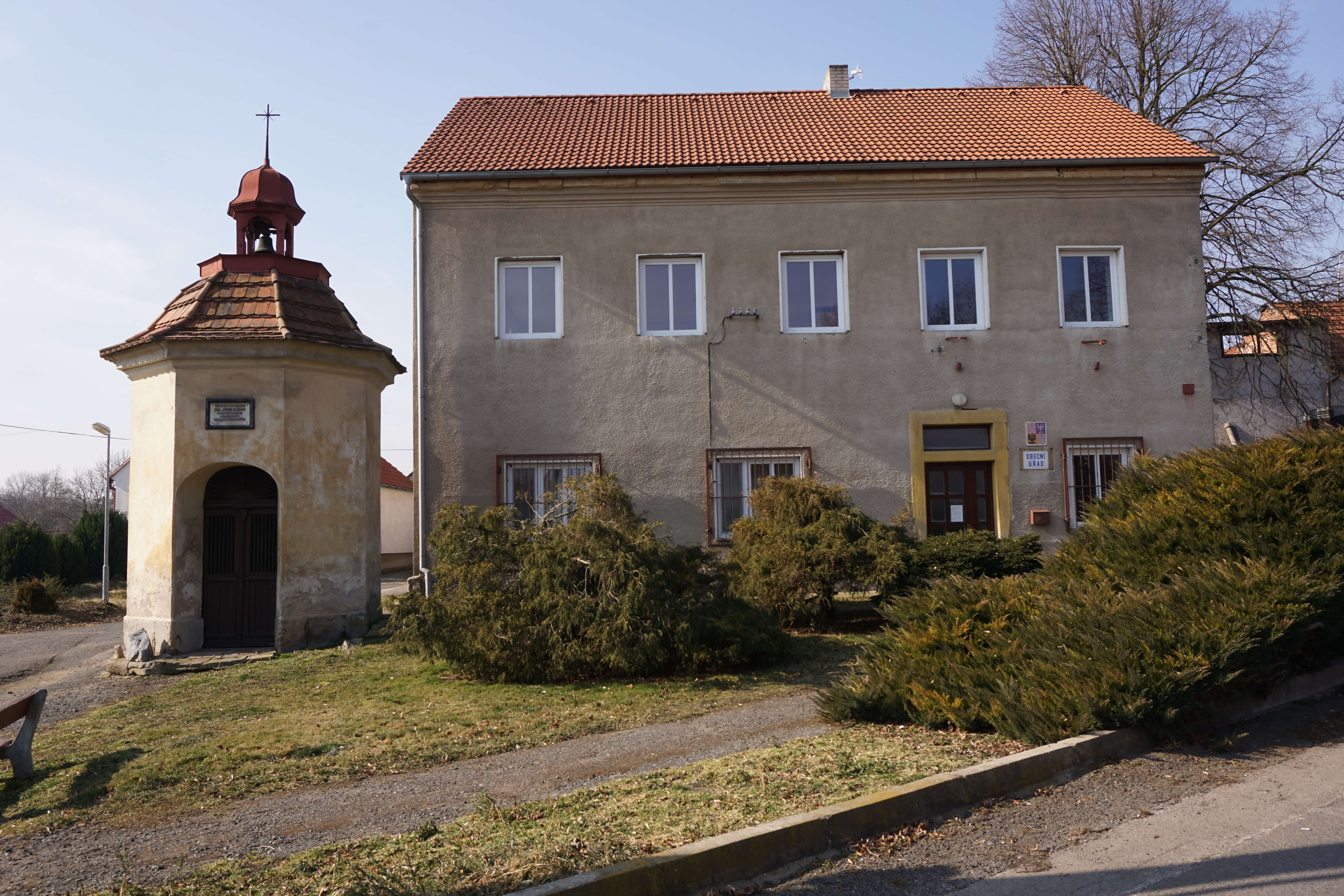
Onze-Lieve-Vrouwe-van-Lourdeskapel op het dorpsplein
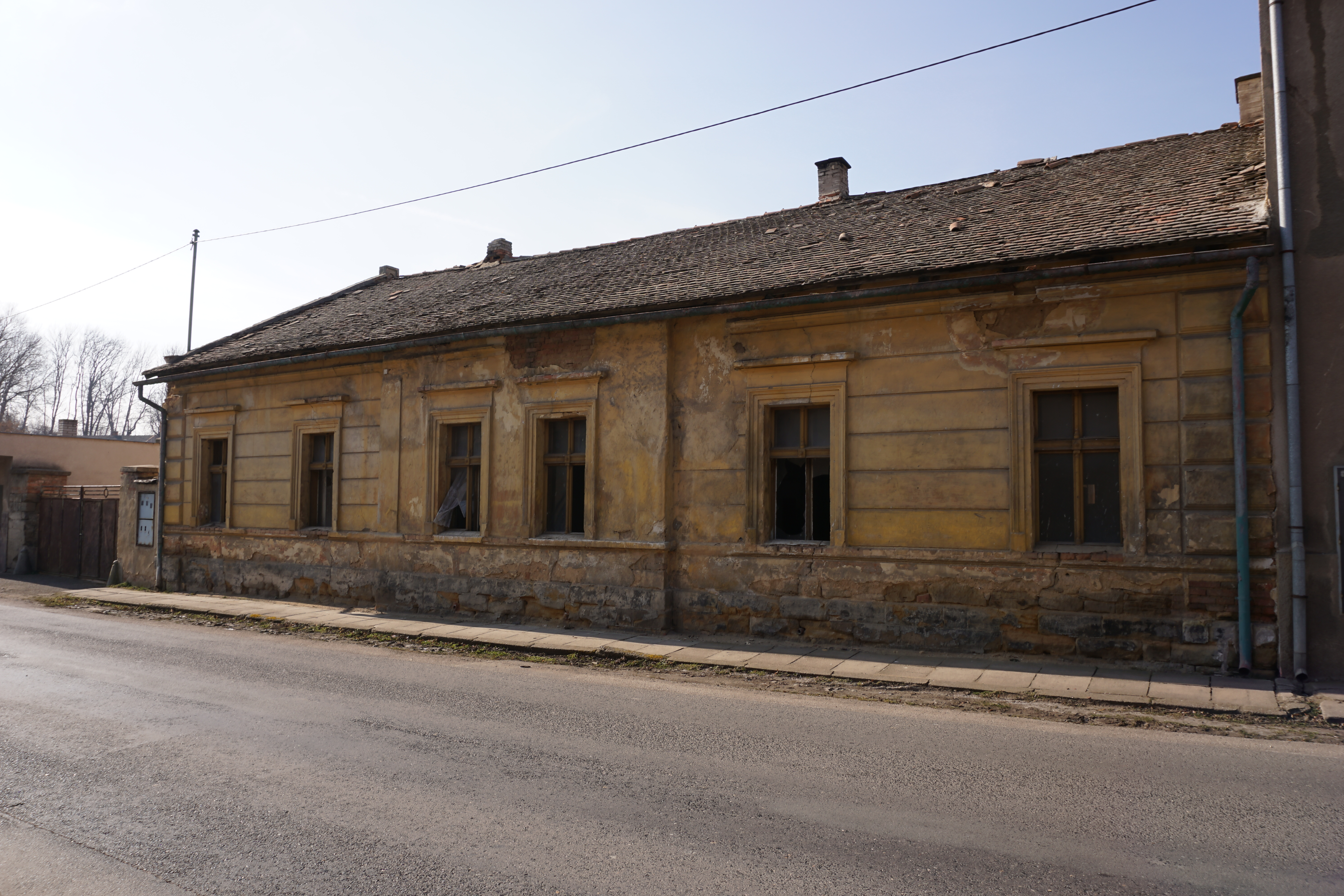
Huis in Beřovice
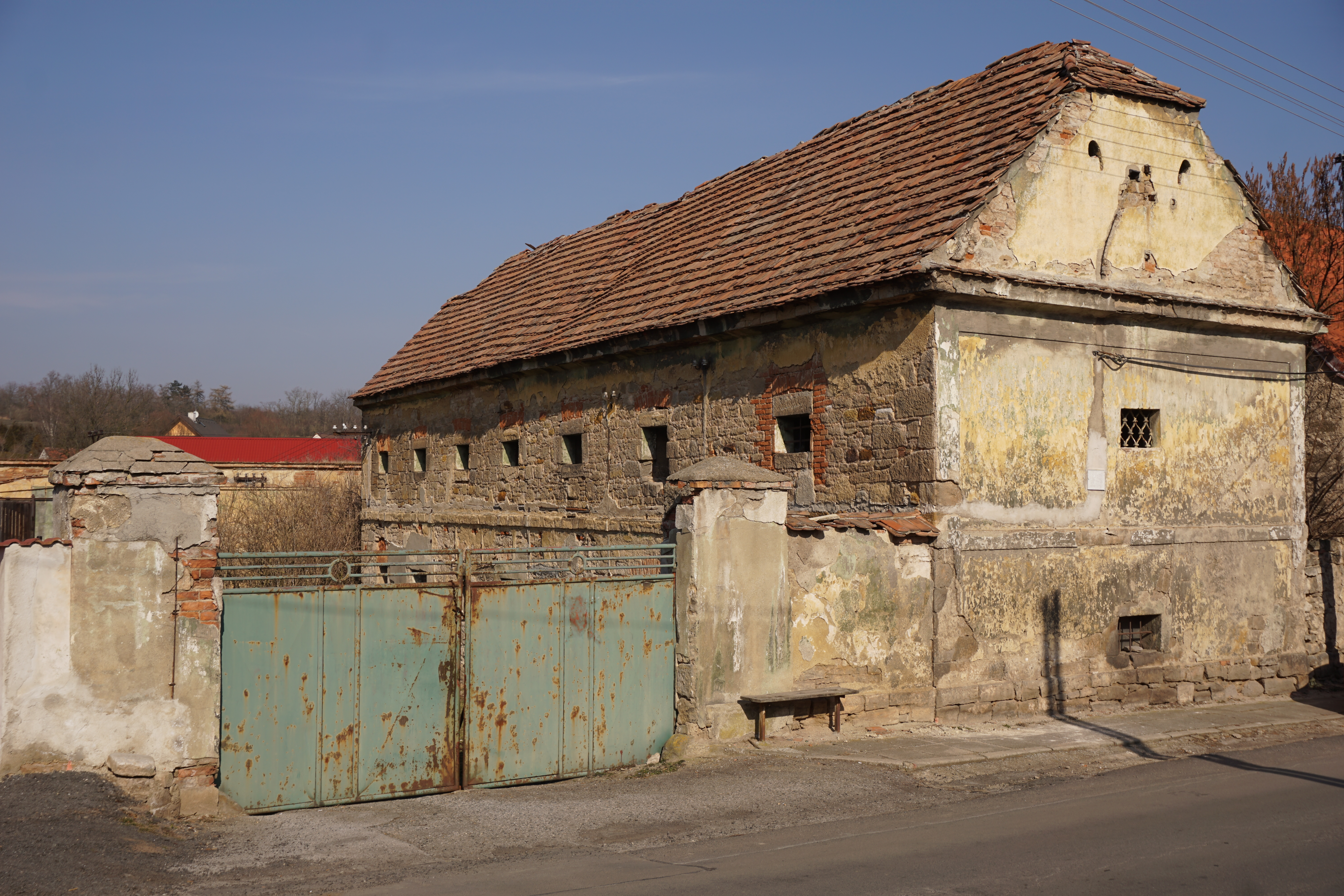
Historische graanschuur
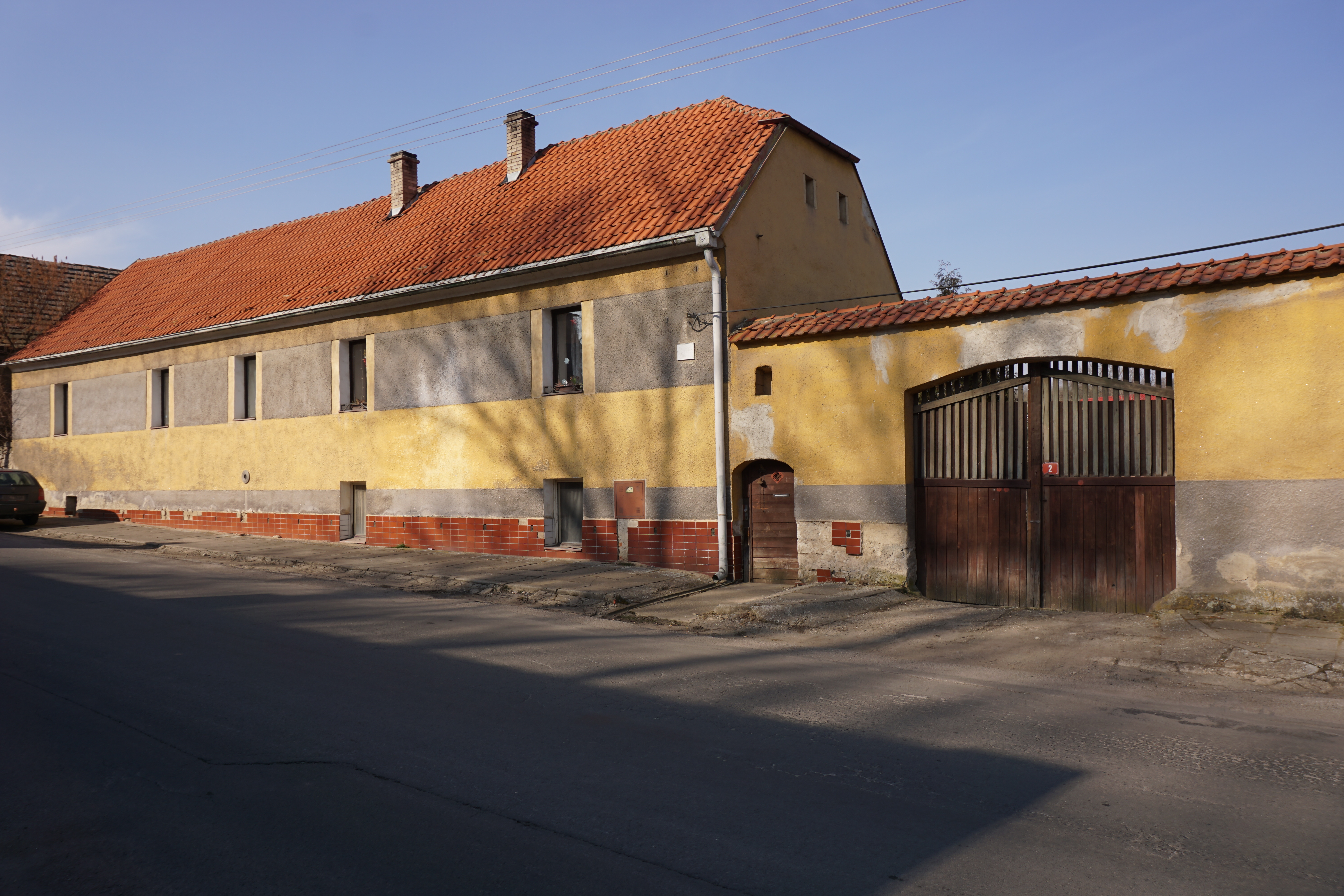
Boerderij in Beřovice
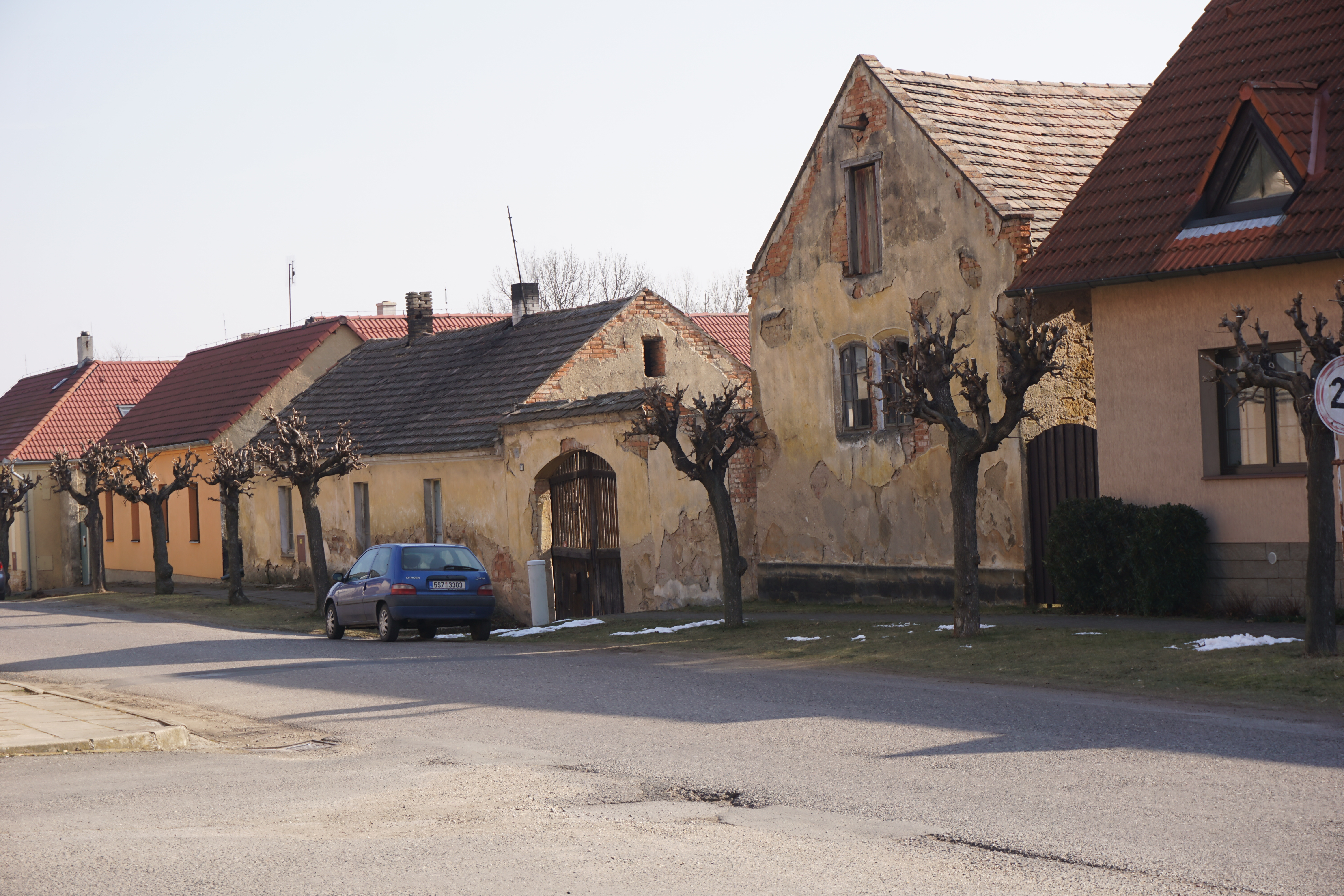
Huizen in Beřovice
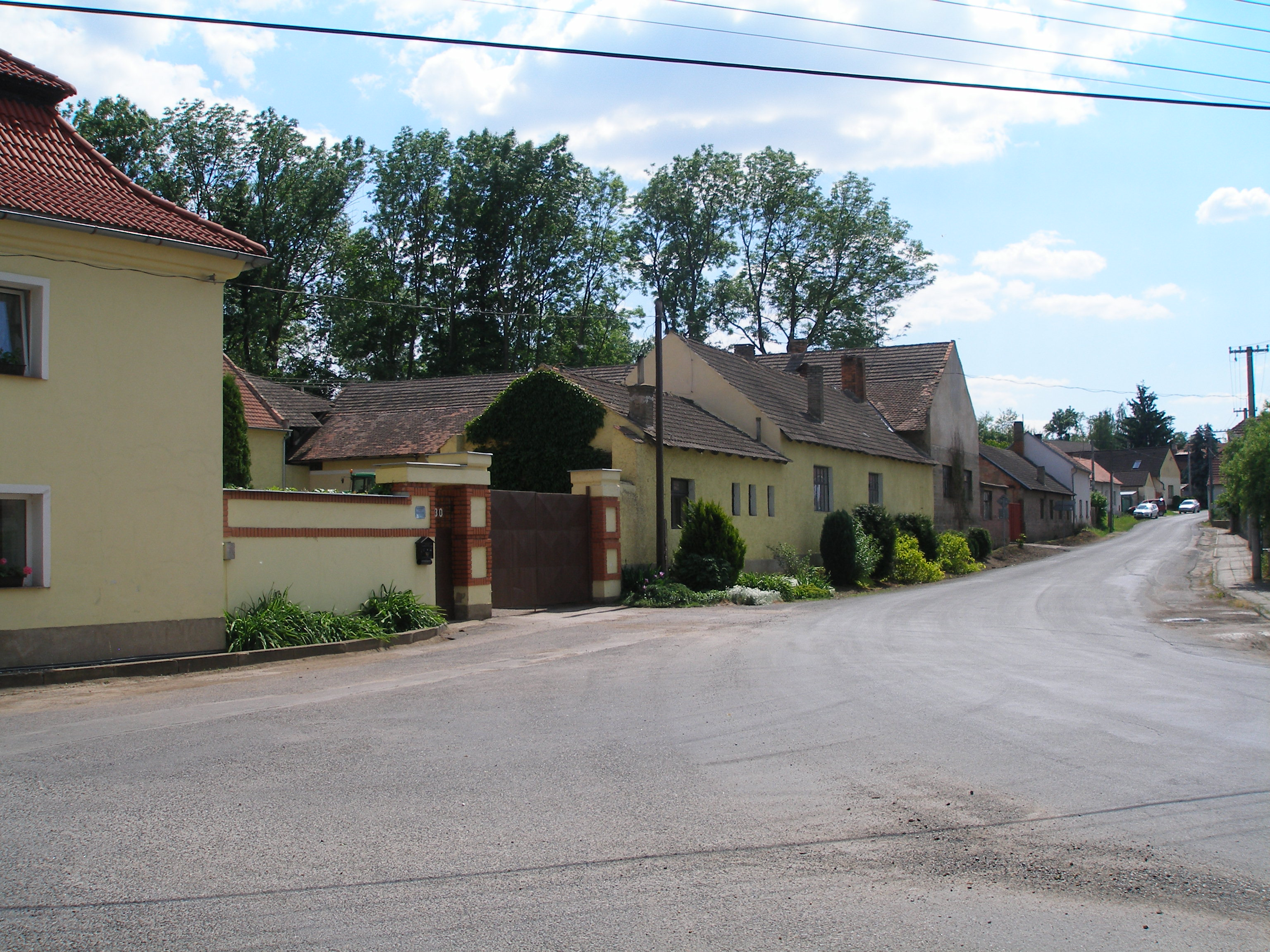
Straat in Beřovice
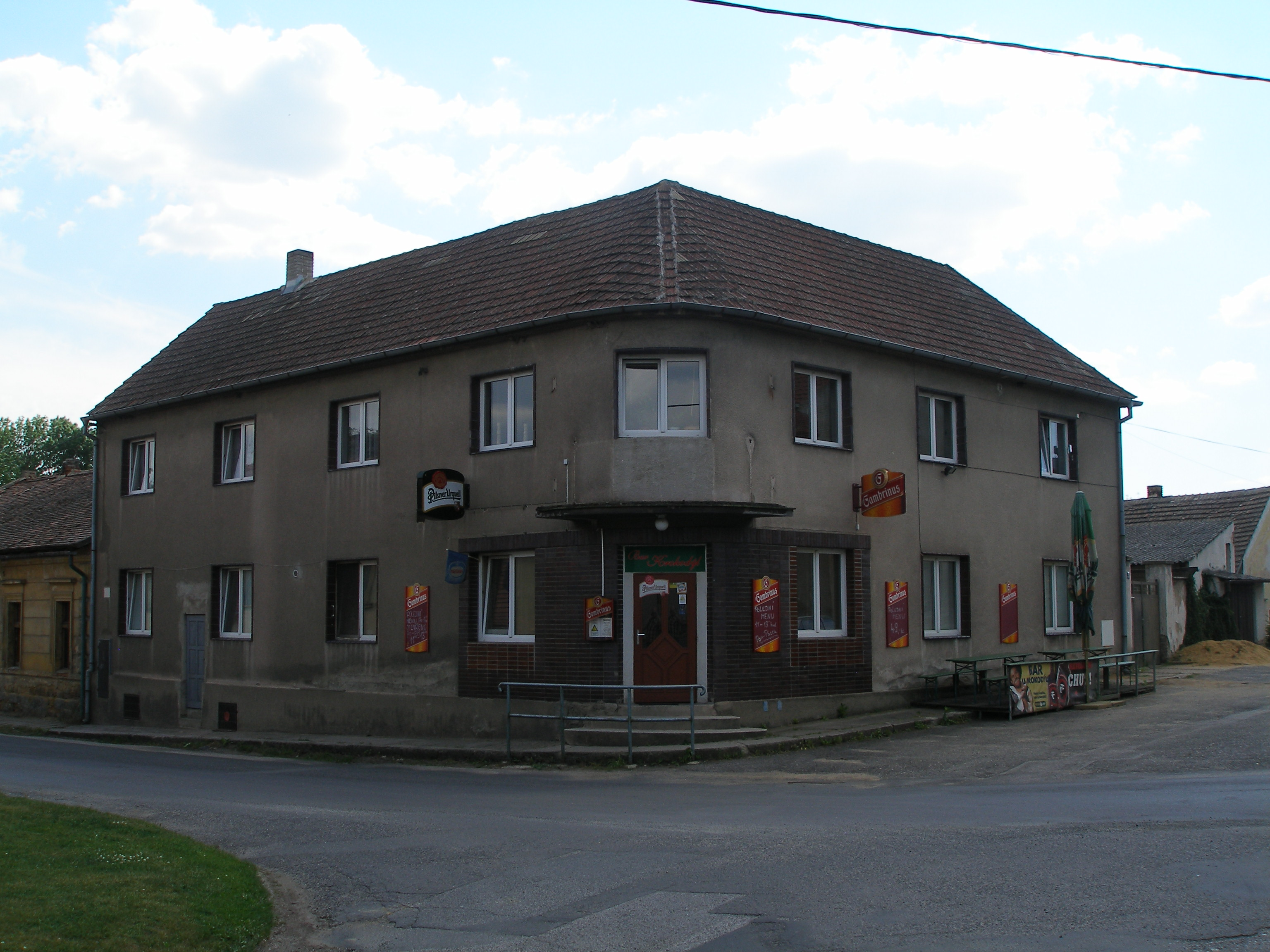
Café in het dorp
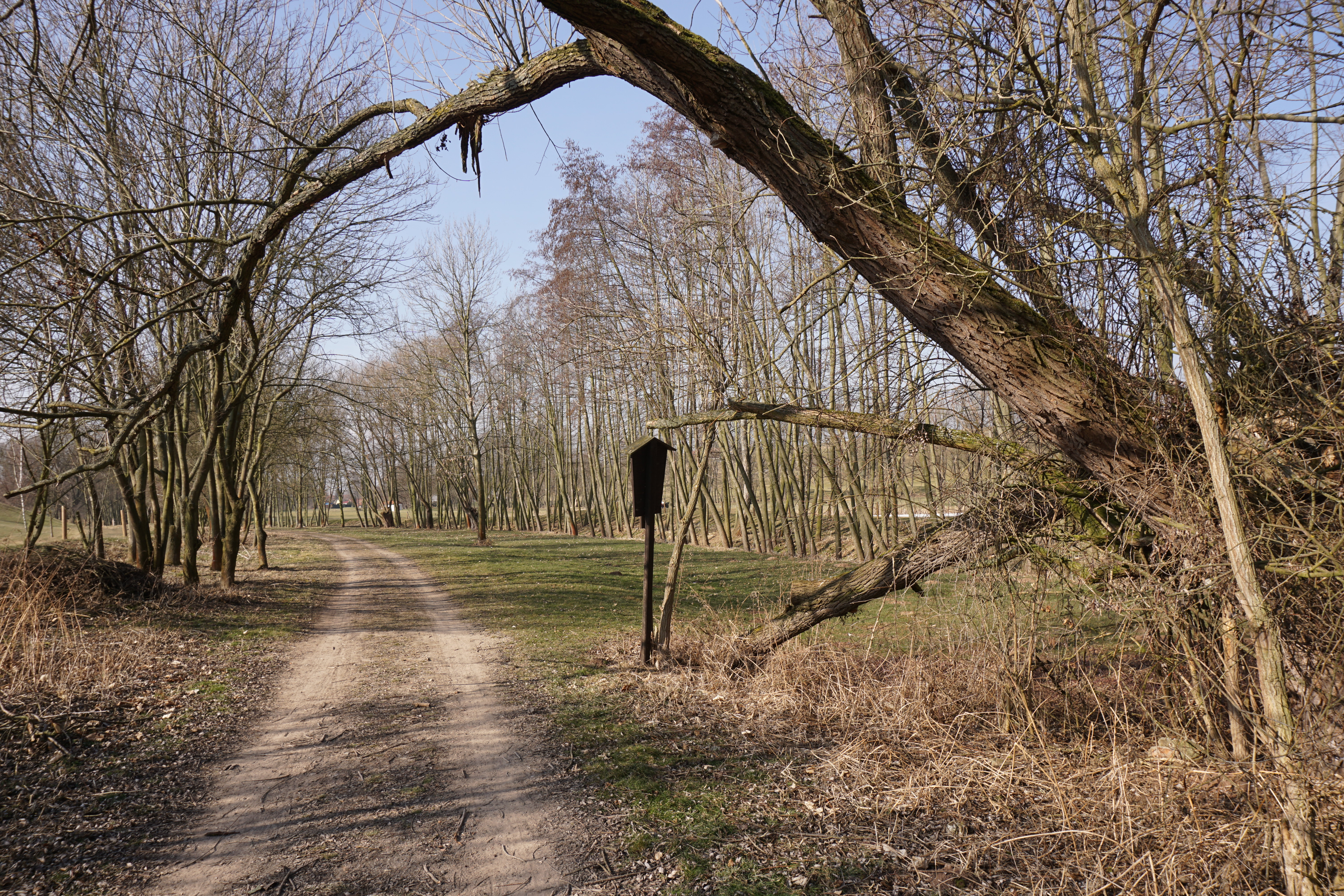
Natuurreservaat Mokřiny u Beřovic
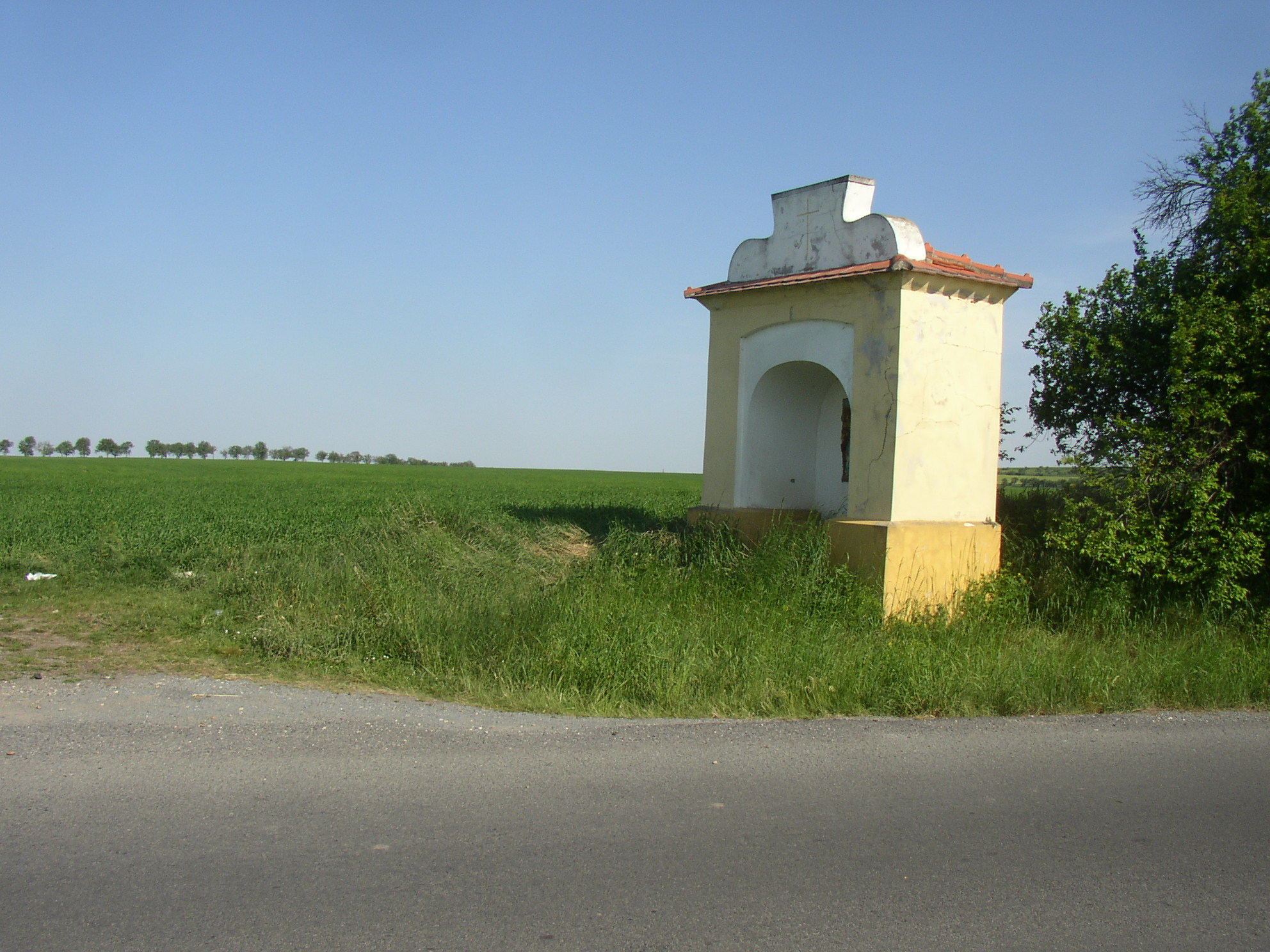
Niskapel aan de weg naar Dolín